# Rinspeed UC?
Der Rinspeed UC? (UC steht für Urban Commuter, dt. etwa Pendlerfahrzeug) ist ein Konzeptfahrzeug des Schweizer Fahrzeugherstellers Rinspeed. Der Wagen wurde auf dem Genfer Auto-Salon 2010 vorgestellt, als lose Basis dient der Fiat 500 Topolino.
Angetrieben wird der nur etwa 2,6 Meter lange Wagen von einem 30 kW-Elektromotor, der bei 75 km/h eine Reichweite von 105 Kilometern besitzt. Gesteuert wird das Fahrzeug mit einem Steuerknüppel statt einem Lenkrad.
Die Höchstgeschwindigkeit von 120 km/h ist bei dem Konzeptfahrzeug nebensächlich, da vor allem das neuartige Transportsystem des Fahrzeugs präsentiert werden soll: Laut Frank M. Rinderknecht, dem Inhaber von Rinspeed, sollte der Wagen in Serie gehen und städtische Verkehrsprobleme zumindest etwas lockern. Dies würde durch eine Verladung der Fahrzeuge in spezielle InterCity-Waggons erfolgen, um Staus vorzubeugen und stressfreier reisen zu können. An Bord könnten die Fahrzeuge an Ladestationen wieder aufgeladen werden und wären somit nach der Fahrt sofort wieder einsatzbereit.